# Brigitte Krüger (Journalistin)
Brigitte Krüger (* 1913 in Frankfurt (Oder); † 1974 in Bonn) war 1947 Deutschlands erste Auslandskorrespondentin nach dem Zweiten Weltkrieg.
Krüger studierte bis 1939 am Dolmetscherinstitut der Universität Heidelberg. Von 1939 bis 1944 war sie als Sekretärin und Übersetzerin bei der Berliner Wirtschaftspolitischen Gesellschaft e.V. und der Deutschen Informationsstelle sowie als "wissenschaftliche Hilfsarbeiterin" beim Auswärtigen Amt beschäftigt. 1945 arbeitete sie im britischen Dolmetscherbüro der Stadt Göttingen, 1946 trat sie in den britischen German News Service ein, 1947 in den ebenfalls von der britischen Besatzungsregierung gegründeten Deutschen Pressedienst (dpd) mit Sitz in Düsseldorf, der 1949 in die Deutsche Presseagentur (dpa) überführt wurde. In dieser Zeit war sie auch Korrespondentin des Daily Telegraph für das britisch besetzte Ruhrgebiet. Brigitte Krüger, die mehrere Jahre in Oxford als Kindererzieherin im Hause des Staatsrechtlers und Rechtshistorikers Carleton Kemp Allen, dem Rektor von Rhodes House, verbracht hatte, wurde im Oktober 1947 als erste deutsche Auslandskorrespondentin nach dem Zweiten Weltkrieg nach London entsendet, wo sie als „Wundertier“ herumgereicht wurde. „Hier wurde sie, wie eine englische Kennzeichnung ihrer tatsächlichen Leistung es beschrieb, 'eigentlich die erste deutsche Konsulin' nach dem Krieg (Fritz Sänger).“ Es war eine besondere Auszeichnung, dass die 1888 gegründete Foreign Press Association so kurz nach dem Krieg eine Deutsche als Mitglied in ihre Reihen aufnahm. Nach Heirat mit dem deutschen Diplomaten Ulrich Lebsanft verließ sie 1951 die dpa. Aus der Ehe entstammt der Romanist Franz Lebsanft.
Die Historikerin Sabine Krüger war ihre jüngere Schwester.